# Vilar de Barrio
Vilar de Barrio – gmina w Hiszpanii, w prowincji Ourense, w Galicji, o powierzchni 106,74 km². W 2011 roku gmina liczyła 1572 mieszkańców.